# Herman de Ruyter

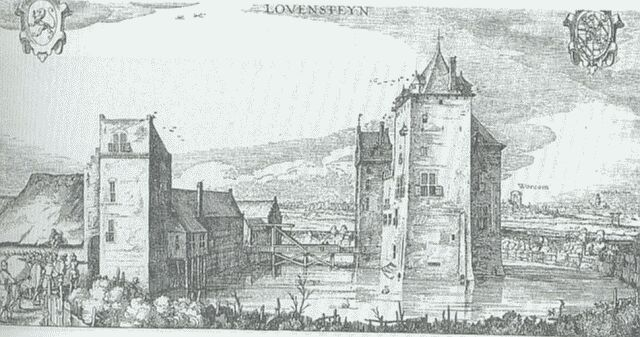
Slot Loevestein in de 17e eeuw

Herman de Ruyter ('s-Hertogenbosch, ca. 1540 – slot Loevestein, 19 december 1570) was een Nederlandse geuzenleider, bekend van zijn inname van Loevestein in 1570. Als zijn beroep werd ossenkoper gemeld.
De Ruyter was een overtuigd calvinist, en trad als zodanig naar voren in 1566-1567, toen het calvinisme in 's-Hertogenbosch zoals in veel andere plaatsen in de Nederlanden bovengronds kwam. In februari 1567 haalde hij Anton van Bombergen naar 's-Hertogenbosch, die daar een calvinistisch bestuur stichtte, waarin ook De Ruyter een belangrijk aandeel had. Bombergen, De Ruyter en diverse andere militante calvinisten moesten enkele maanden later (11 april) de stad weer verlaten. Waar De Ruyter heen vluchtte is niet bekend, maar Kleef wordt vaak genoemd als de meest waarschijnlijke mogelijkheid.
Op de avond van 9 december 1570 vroeg De Ruyter met een groep geuzen vermomd als monniken in slot Loevestein om onderdak. Eenmaal binnen eiste hij het kasteel op in de naam van Willem van Oranje. De kasteelheer, Arnt de Jeude, weigerde dit, waarop een gevecht volgde, waarin de geuzen het kasteel veroverden en De Jeude werd gedood. Enkele dagen later voegden zich nog enkele mannen bij hem, maar de Spaanse generaal Lorenzo Perea legde op de 14e in opdracht van Alva het beleg voor het kasteel. Op de 19e slaagden de Spanjaarden erin een bres te slaan, en heroverden ze het kasteel. Bij de inname kwam De Ruyter om.
In de 19e eeuw werd De Ruyter een nationale held, vooral omdat het verhaal de ronde ging doen dat hij, als een soort voorafschaduwing van Jan van Speijk, zichzelf met een deel van het kasteel met buskruit had opgeblazen. Dit bleek echter op een verkeerde vertaling gebaseerd te zijn; in werkelijkheid was De Ruyter gesneuveld tijdens man-tegen-mangevechten tussen de geuzen en de Spaanse soldaten. Hoewel delen van het kasteel zijn opgeblazen, had dit eerder plaatsgevonden. De Ruyter werd beschreven door Hendrik Tollens in het gedicht 'Herman de Ruiter' (1812), met als beginregel Waar Maas en Waal tezamen spoelt. De vergelijking met Van Speijk vormde de aanleiding voor Jan Frederik Oltmans' eerste roman Het Slot Loevestein in 1570 (1834).